# Valiato de Bitlis
El valiato de Bitlis (en armenio: Բիթլիսի վիլայեթ, Bit'lisi vilayet', turco otomano: ولایت بتليس) fue una división administrativa de primer nivel (valiato) del Imperio otomano. Antes de la guerra ruso-turca (1877-1878) había sido parte del eyalato de Erzurum, luego la Puerta convirtió en un valiato separado. Fue uno de los seis valiatos armenios del Imperio.
A principios del siglo XX, según se informa, tenía un área de 11 522 millas cuadradas (29 842 km²), mientras que los resultados preliminares del primer censo otomano de 1885 (publicado en 1908) dieron una población de 388 625. La precisión de las cifras de población varía de "aproximada" a "meramente conjetura" según la región de la que se obtuvieron. 
Bitlis y Muş se incluyeron anteriormente en el eyalato de Erzurum. En 1875 se separaron y se hicieron un valiato separado. El sanjacado de Siirt se unió al valiato de Bitlis en 1883-1884.

## Divisiones administrativas
Sanjacados de Bitlis: 
1. Sanjacado de Bitlis (Bitlis, Ahlat, Hizan, Mutki)
2. Sanjacado de Muş (Muş, Bulanık, Sason, Malazgirt, Varto)
3. Sanjacado de Siirt (Siirt, Eruh, Pervari, Şirvan, Kurtalan)
4. Sanjacado de Genç (Genç, Çapakçur, Kulp)